# Holmes Reservation
Holmes Reservation ist ein 26 Acres (10,5 ha) großes Naturschutzgebiet in unmittelbarer Nähe des Stadtzentrums von Plymouth im Bundesstaat Massachusetts der Vereinigten Staaten, das von der Organisation The Trustees of Reservations verwaltet wird.

## Schutzgebiet
Das Schutzgebiet, das aus nicht viel mehr als einer offenen und weitläufigen Grasfläche besteht, befindet sich im Norden des Zentrums der Stadt Plymouth direkt an der Massachusetts Route 3A. Von dort bietet sich ein guter Blick auf den Plymouth Harbor, den Strand Duxbury Beach, die Insel Clark’s Island und den Gurnet Point. Ebenso sind noch Überreste der Gleise der Old Colony Railroad zu sehen.
Vor dem Amerikanischen Unabhängigkeitskrieg diente die Fläche als Musterplatz für Farmer aus der Umgebung.
Das Grundstück wurde den Trustees 1944 von der ortsansässigen Familie Holmes vererbt und ist bis heute nach ihr benannt.